# Rougemontot
Rougemontot é uma comuna francesa na região administrativa de Borgonha-Franco-Condado, no departamento de Doubs. Estende-se por uma área de 4,25 km². Em 2010 a comuna tinha 94 habitantes (densidade: 22,1 hab./km²).